# Euro Hockey League
Euro Hockey League (EHL) to od sezonu 2007/2008 liga hokeja na trawie, porównywalna z Champions League w piłce nożnej. Euro Hockey League organizowana jest przez EHF. W dotychczas rozegranych piętnastu edycjach dziewięć razy triumfowały zespoły z Holandii, pięć razy z Niemiec i raz z Belgii.

## Rozgrywki
W rozgrywkach uczestniczą 24 zespoły. W I rundzie 12 nierozstawionych drużyn, zostaje podzielonych na cztery grupy. Zwycięzcy tych czterech grup oraz dwanaście rozstawionych zespołów tworzą "szesnastkę", która rywalizuje systemem pucharowym aż do meczu finałowego.
Od sezonu 2019/2020 zmieniono format rozgrywek. Zamiast 24 zespołów z 12 państw obecnie bierze udział 20 ekip z 11 najwyżej sklasyfikowanych w rankingu krajów. Oznacza to, że w sezonie 2019/2020 zabrakło miejsca dla przedstawiciela z Polski. Dopiero od ćwierćfinału do rozgrywek przystępują mistrzowie z czterech najsilniejszych federacji. Ich rywalami są cztery zespoły, które wyjdą zwycięsko z dwóch rund rozgrywanych systemem pucharowym w których bierze udział pozostałych 16 zespołów.
W sezonie 2019/20 rozgrywek niedokończono z powodu pandemii COVID-19.
W sezonie 2020/21 z powodu pandemii COVID-19 rozgrywki przeprowadzono w skróconej formule tzw. "Final 4" z udziałem czterech zespołów.

## Medaliści
| Sezon   | Miejsce          | Zwycięzca                                          | Finalista                                          | Wynik finału                                       | Trzecie miejsce                                    |
| ------- | ---------------- | -------------------------------------------------- | -------------------------------------------------- | -------------------------------------------------- | -------------------------------------------------- |
| 2007/08 | Rotterdam        | UHC Hamburg                                        | HGC Wassenaar                                      | 1:0 dogr.                                          | HC Rotterdam                                       |
| 2008/09 | Rotterdam        | HC Bloemendaal                                     | UHC Hamburg                                        | 5:4                                                | HC Rotterdam                                       |
| 2009/10 | Amsterdam        | UHC Hamburg                                        | HC Rotterdam                                       | 3:1                                                | Amsterdam H&BC                                     |
| 2010/11 | Wassenaar        | HGC Wassenaar                                      | Club de Campo                                      | 1:0                                                | Reading HC                                         |
| 2011/12 | Amsterdam        | UHC Hamburg                                        | Amsterdam H&BC                                     | 2:2 (4:3)                                          | KHC Dragons                                        |
| 2012/13 | Bloemendaal      | UC Bloemendaal                                     | KHC Dragons                                        | 2:0                                                | Amsterdam H&BC                                     |
| 2013/14 | Eindhoven        | Harvestehuder THC                                  | Oranje Zwart                                       | 2:2 (3:1 k.)                                       | KHC Dragons                                        |
| 2014/15 | Bloemendaal      | Oranje Zwart                                       | UHC Hamburg                                        | 1:1 (6:5 k.)                                       | UC Bloemendaal                                     |
| 2015/16 | Barcelona        | SV Kampong                                         | Amsterdamer H&BC                                   | 2:0                                                | Harvestehuder THC                                  |
| 2016/17 | Brasschaat       | Rot-Weiß Köln                                      | HC Oranje-Rood                                     | 3:2                                                | KHC Dragons                                        |
| 2017/18 | Bloemendaal      | UC Bloemendaal                                     | SV Kampong                                         | 8:2                                                | HC Rotterdam                                       |
| 2018/19 | Eindhoven        | Waterloo Ducks HC                                  | Rot-Weiß Köln                                      | 4:0                                                | Mannheimer HC                                      |
| 2019/20 | Amsterdam        | Rozgrywek niedokończono z powodu pandemii COVID-19 | Rozgrywek niedokończono z powodu pandemii COVID-19 | Rozgrywek niedokończono z powodu pandemii COVID-19 | Rozgrywek niedokończono z powodu pandemii COVID-19 |
| 2020/21 | Amsterdam        | UC Bloemendaal                                     | Atlètic Terrassa                                   | 5:2                                                | Royal Léopold Club                                 |
| 2021/22 | Amsterdam        | UC Bloemendaal                                     | Rot-Weiß Köln                                      | 4:0                                                | Surbiton Hockey Club                               |
| 2022/23 | Amsterdam        | UC Bloemendaal                                     | Rot-Weiß Köln                                      | 1:0                                                | Racing Bruxelles                                   |
| 2023/24 | Amsterdam        | Pinoké                                             | SV Kampong                                         | 1:0                                                | Old Georgians HC                                   |
| 2024/25 | ’s-Hertogenbosch | La Gantoise HC                                     | UC Bloemendaal                                     | 5:2                                                | HC Rotterdam                                       |

## Najbardziej wartościowy zawodnik
| Sezon   | Zawodnik        |
| ------- | --------------- |
| 2007/08 | Moritz Fürste   |
| 2008/09 | Teun de Nooijer |
| 2009/10 | Moritz Fürste   |
| 2010/11 | Rob Short       |
| 2011/12 | Nicolas Jacobi  |
| 2012/13 | Teun de Nooijer |
| 2013/14 | Tobias Walter   |
| 2014/15 | Tom Boon        |
| 2015/16 | Bjorn Kellerman |

## Polskie drużyny
- sezon 2007/08: Pocztowiec Poznań (1/8 finału), Grunwald Poznań (faza grupowa)
- sezon 2008/09: Grunwald Poznań (1/8 finału), Pocztowiec Poznań (faza grupowa)
- sezon 2009/10: Grunwald Poznań (1/8 finału), AZS AWF Poznań (faza grupowa)
- sezon 2010/11: Grunwald Poznań (faza grupowa), Pomorzanin Toruń (faza grupowa)
- sezon 2011/12: Grunwald Poznań (faza grupowa), Pomorzanin Toruń (faza grupowa)
- sezon 2012/13: Grunwald Poznań (faza grupowa)
- sezon 2013/14: Grunwald Poznań (1/8 finału), AZS Politechnika Poznańska (faza grupowa)
- sezon 2014/15: Pomorzanin Toruń (1/8 finału), Grunwald Poznań (faza grupowa)
- sezon 2015/16: Grunwald Poznań (1/8 finału), Pomorzanin Toruń (faza grupowa)
- sezon 2016/17: Grunwald Poznań (1/8 finału), AZS AWF Poznań (faza grupowa)
- sezon 2017/18: Grunwald Poznań (faza grupowa)
- sezon 2018/19: Grunwald Poznań (faza grupowa)
- sezon 2019/20: -----
- sezon 2020/21: -----
- sezon 2021/22: -----
- sezon 2022/23: -----
- sezon 2023/24: -----
- sezon 2024/25: -----